# پاتریشیا تارابینی
 پاتریشیا تارابینی (انگلیسی: Patricia Tarabini؛ زادهٔ ۶ اوت ۱۹۶۸) یک تنیس‌باز اهل آرژانتین است.